# Grundtvigs Sogn
Grundtvigs Sogn er et sogn i Skads Provsti (Ribe Stift).
Grundtvigskirken i Esbjerg blev opført i 1969, og i 1968 var Grundtvigs Sogn udskilt fra Jerne Sogn og Vor Frelsers Sogn. De havde hørt til Skast Herred i Ribe Amt og lå i Esbjerg købstad, som ved kommunalreformen i 1970 blev kernen i Esbjerg Kommune.
I Grundtvigs Sogn findes følgende autoriserede stednavne:
- Gammelby (bebyggelse, ejerlav)
- Rørkær (bebyggelse, ejerlav)